# 木々康子
木々 康子（きぎ やすこ、1929年 - ）は、日本の作家・美術史研究者。

## 人物
1929年、裁判官だった父親の任地先の三重県津市で出生（父親の出生地は富山県氷見市）。東京女子大学で、歴史・哲学を学び、私小説を主とする日本の近代文学に飽き足りず、「日本の近代とは何か」をテーマとして、幕末期から現代までを、膨大な資料を駆使して緻密な長編小説を描く。
特に近代とはまだ呼べなかった「初期の近代日本」の中で、苦闘し、祖国との乖離に傷つく知識人に焦点を当てる。特に明治に、パリで美術商を営んだ義祖父林忠正については、いくつかの評伝、資料解説を執筆。林忠正研究の第一人者である。義曾祖父に当たるフランス法学者の磯部四郎の生涯も掘り起した。

## 著書及び関係書
- 『曼殊院から』(川島書店、1969年)

敗戦後、誠実に自己の思想（唯一戦争に反対したマルキシズム）を担い実践しようとした青年たちの苦悩と挫折を、洛北の曼殊院の雷雨の中で生まれた恋を縦軸にして描いた作品。それは現代の若者には理解できない、貴重な歴史的現実である。
- 『蒼龍の系譜』（筑摩書房、1976年）、田村俊子賞（最終第17回）を受賞

幕末から明治初期までの激動の時代を、越中高岡（現,富山県高岡市)の蘭方医長崎家の四代の家系を中心に描く。長崎家も、蘭学、国学、尊王攘夷論、開国倒幕論、キリシタン4番崩れ、廃仏毀釈など、幕末期のさまざまな思想に揺さぶられ，さまざまに傷つく。維新を実現させたのは、こうした下級武士、豪商農の知識層だった。維新後、蘭学者の祖父の影響を受けた二人の孫は、新しい教育を受けて、次々に渡仏していく。
- 『陽が昇るとき』（筑摩書房、1984年）

続編作品。1878（明治11）年，長崎家の血を引く二人の孫はパリで再会する。その一人、磯部四郎は1875年からパリ大学法科に留学していた。帰国後、フランス人の政府顧問、ボアソナードを助けて新国家の法制度を作る。刑事事件の弁護制度を実現、民法を創生（公布直前「法典論争」によって葬られる)。その後、「大逆事件」の主任弁護人を務めたが、無実の社会主義者13人は死刑に処せられる。彼は陪審制度を実現させ、大正12年の大震災で死亡した。

もう一人の孫、林忠正は1878年パリ万国博覧会の通訳を務めた後、パリに留まり、ジャポニスムの流行に乗って、日本工芸品を売りさばきながら、日本美術・文化の紹介者としても活躍した。まだ貧しい印象派の画家を助け、親交を結ぶ。1890年代からは主に浮世絵を扱う。1905（明治38）年、印象派の絵画500点を持って帰国。自分の手で西洋近代美術館を建てようとしたが、果たせぬまま死亡した。日本初の印象派コレクションは日本で理解されぬまま、アメリカで散逸した。

二人の、法曹界、美術界への献身の生涯は、暗いもう一つの明治史である。フランスで学び、生きた二人の理想は実現されることなく、軍事大国日本が成立していく。
- 『林忠正とその時代―世紀末のパリと日本美術』（筑摩書房、1987年）

年代記的な評伝と資料を公開。
- 『敗戦まで』（はまの出版、1999年）

16歳で敗戦に直面した少女期の、実体験に基づく小説作品。出版当時、硬直した反戦主義者が、戦争の事実を全く知らないままに、戦争に参加した者の責任を追及し、国民は憲兵に脅されて戦地に向った、などという主張への、反論として書かれたもの。それだけに本書への批判も多かった。だが、大東亜戦争の緒戦の大勝利に全国民挙げて酔いしれたこと。ヒトラーへの大讃美。明治以来の軍国主義の中で、強い日本・軍に対する国民の信頼は高く、多くの国民は窮乏に耐え、一致協力して戦争を支えた。無謀な戦争と知りつつ、国家の危機のために自らの命を捧げた特攻隊員への感謝。軍の発表を疑いつつも、最後の勝利を信じた絶望的な事実。その戦争に反対を唱え、抵抗したのは、一握りの共産主義者だけだった事実……。

　刊行から10年が経ち、政権交代もあって、新しい事実、資料が発表されるようになり、人々はこの著書に書かれたことは事実だったと知る。明治以来の国の体質、国民の意識こそが、戦争という悪を無批判に受け入れたと、本書は主張している。

- 「磯部四郎断章」『磯部四郎研究』平井一雄・村上一博編（信山社、2007年）所収。

幼児期から大学南校入学までの数奇な経歴。司法省明法寮から選ばれて第一次司法省留学生としてパリ大学に留学。帰国後、ボアソナードを助けて民法を創り、その多忙さの中で全法学に亘る49冊もの法律書を刊行する。「民法典論争」に敗れたのち、無実と信じた幸徳秋水らの社会主義者の弁護団長を引き受ける。彼らを助けられなかった悔恨から陪審制度の実現に努め、その実現を見た直後、関東大震災で被災し、遺骸も残さず死亡した。生涯、フランスで学んだ人権の擁護を貫いたが、その飄逸な性格も描く。

- 「19世紀末のパリと日本」、『ふらんす』(白水社)で、1998年4月号～1999年3月号に連載したエッセー。
- 『林忠正』（ミネルヴァ書房〈日本評伝選〉、2009年）

世界を巡る活躍と世界的な視野をもって、美術商を越えた仕事をし、遠いフランスから、日本の近代化のためにあらゆる努力をした、林忠正の生涯を描く。日本人として初めて印象派を理解し、マネとも親交を結ぶ。浮世絵を大量に売った売国奴、と指弾されたが、優れた作品は決して売らず、日本に持ち帰った日本美術の擁護者だった。浮世絵に捺された「林忠正」の小印は、林の鑑定として、その価値は今も世界に生きている。

これまでの資料に加え、新しい資料も駆使して書かれた林忠正の評伝。
- 『春画と印象派　"春画を売った国賊"林忠正をめぐって』（筑摩書房、2015年）
- 『美術商・林忠正の軌跡 1853-1906　19世紀末パリと明治日本とに引き裂かれて』、高頭麻子（娘）と共編著（藤原書店、2022年）

## 編著監修・資料解説
- 『林忠正宛書簡・資料集』（信山社出版、2003年)

1884年から1906年までの林忠正宛書簡(フランス語)700通(（忠正の曾孫高頭麻子)訳）と関係資料を載せる。忠正への顧客たちの信頼や尊敬までも示すだけではなく、日本美術や近代絵画の動きも読み取れる、ジャポニスム研究の必読書。

　馬淵明子・山梨絵美子・小山ブリジット解説。
- 『林忠正コレクション』全5巻。（ゆまに書房、2000年)、復刻版の大著で、本文はフランス語、5巻目は別冊

1902年と3年に、パリで行われた店仕舞の競売図録3巻と、林が収集した西洋絵画コレクションの図録、4巻の復刻版。その他のカタログと解説を収めた別冊。　